# EHF Liga Mistrzów 2015/2016
EHF Liga Mistrzów 2015/2016 – 56. edycja Ligi Mistrzów w piłce ręcznej mężczyzn. W rozgrywkach wzięło udział 31 drużyn, a cztery z nich walczyły w kwalifikacjach o fazę grupową.
Losowanie fazy grupowej i pucharowej odbyło się 26 czerwca 2015, natomiast losowanie Final Four zostało przeprowadzone 3 maja 2016. Turniej z udziałem czterech najlepszych drużyn Starego Kontynentu został rozegrany tak jak w poprzedniej edycji, w hali Lanxess Arena w Kolonii.

## Drużyny uczestniczące
| Grupy A, B                 | Grupy A, B                  | Grupy A, B                | Grupy A, B             |
| -------------------------- | --------------------------- | ------------------------- | ---------------------- |
| RK Zagrzeb (1.)            | KIF Kolding (1.)            | Montpellier Handball (2.) | Paris SG Handball (1.) |
| Rhein-Neckar Löwen (2.)    | SG Flensburg-Handewitt (3.) | THW Kiel (1.)             | MOL-Pick Szeged (1.)   |
| MKB Veszprém KC (1.)       | RK Wardar Skopje (1.)       | Vive Tauron Kielce (1.)   | Orlen Wisła Płock (2.) |
| Celje Pivovarna Laško (1.) | FC Barcelona OT             | IFK Kristianstad (1.)     | Beşiktaş JK (1.)       |
| Grupy C, D                 |                             |                           |                        |
| HC Meszkow Brześć (1.)     | Skjern Håndbold (2.)        | RK Metalurg Skopje (2.)   | FC Porto (1.)          |
| HC Baia Mare (1.)          | Czechowskije Miedwiedi (1.) | RK Vojvodina (1.)         | Tatran Preszów (1.)    |
| CB Ciudad de Logroño (2.)  | Kadetten Schaffhausen (1.)  | HK Motor Zaporoże (1.)    | drużyna z kwalifikacji |
| Kwalifikacje               |                             |                           |                        |
| Alpla HC Hard              | RK Borac Banja Luka         | Limburg Lions             | Elverum Håndball       |

Uwagi/legenda
- OT Obrońca tytułu
- Drużyna, która awansowała do fazy grupowej z kwalifikacji

## System rozgrywek
EHF Liga Mistrzów piłkarzy ręcznych w sezonie 2015/2016 składał się z czterech rund: turnieju kwalifikacyjnego do fazy grupowej, fazy grupowej, fazy play-off, fazy pucharowej oraz Final Four.
- Turnieje kwalifikacyjne: w turniejach kwalifikacyjnych uczestniczyły 4 drużyny. Do fazy grupowej awansował najlepszy zespół.
- Faza grupowa: w fazie grupowej rozstawiono 28 drużyn, które podzielono na 2 grupy po 8 zespołów (grupy A i B) oraz na dwie grupy po 6 zespołów (C i D). Najlepsze drużyny z grup A i B awansowały bezpośrednio do ćwierćfinałów, natomiast drużyny z miejsc 2-6 walczyły w barażach o miejsca w ćwierćfinałach. W pozostałych grupach dwie najlepsze drużyny z grup C i D walczyły w play-offach o awans do baraży o awans do ćwierćfinału.
- Faza pucharowa: składała się z 1/6 oraz 1/4 finału.
- Final Four: uczestniczyły w nim zwycięzcy ćwierćfinałów. Final Four składał się z półfinałów, meczu o 3. miejsce oraz finału.

## Turniej kwalifikacyjny
W turnieju uczestniczyły cztery drużyny walcząc o jedno miejsce w fazie grupowej. Do fazy grupowej awansował zespół Elverum Håndball.

## Faza grupowa
W fazie grupowej uczestniczyły 28 drużyny, które zostały podzielone na 2 grupy po 8 zespołów i na 2 grupy po 6 zespołów. W grupach A i B najlepsza drużyna awansowały do ćwierćfinałów, zaś zespoły z miejsc 2-6 powalczą o awansowały do baraży. W grupach C i D po dwa najlepsze zespoły zagrały w kwalifikacjach do baraży.
Losowanie odbyło się 26 czerwca 2015 w Wiedniu. 28 zespołów zostało podzielonych na dwie grupy po osiem oraz na dwie grupy po sześć drużyn. Zespoły były losowane z ośmiu koszyków (grupy A i B) oraz sześciu (C i D). Drużyny z tego samego koszyka, nie mogły trafić do tej samej grupy, z wyjątkiem niemieckich klubów.
| Koszyk 1                          | Koszyk 2                           | Koszyk 3                           | Koszyk 4                                    |
| --------------------------------- | ---------------------------------- | ---------------------------------- | ------------------------------------------- |
| FC Barcelona THW Kiel             | MVM Veszprém KC Vive Tauron Kielce | Paris SG Handball RK Wardar Skopje | KIF Kolding Celje Pivovarna Laško           |
| Koszyk 5                          | Koszyk 6                           | Koszyk 7                           | Koszyk 8                                    |
| MOL-Pick Szeged Orlen Wisła Płock | RK Zagrzeb Rhein-Neckar Löwen      | IFK Kristianstad Beşiktaş JK       | Montpellier Handball SG Flensburg-Handewitt |

| Koszyk 1                                | Koszyk 2                          | Koszyk 3                                 |
| --------------------------------------- | --------------------------------- | ---------------------------------------- |
| CB Ciudad de Logroño RK Metalurg Skopje | HC Meszkow Brześć Skjern Håndbold | Czechowskije Miedwiedi HK Motor Zaporoże |
| Koszyk 4                                | Koszyk 5                          | Koszyk 6                                 |
| FC Porto Kadetten Schaffhausen          | HC Baia Mare RK Vojvodina         | Tatran Preszów Elverum Håndball          |

### Grupa A
| Lp. | Drużyna                | M  | Mecze | Mecze | Mecze | Bramki | Bramki | Bramki | Pkt |
| Lp. | Drużyna                | M  | W     | R     | P     | +      | −      | +/−    | Pkt |
| --- | ---------------------- | -- | ----- | ----- | ----- | ------ | ------ | ------ | --- |
| 1.  | Paris SG Handball      | 14 | 12    | 0     | 2     | 442    | 389    | +53    | 24  |
| 2.  | MVM Veszprém KC        | 14 | 11    | 1     | 2     | 402    | 364    | +38    | 23  |
| 3.  | SG Flensburg-Handewitt | 14 | 10    | 0     | 4     | 429    | 380    | +49    | 20  |
| 4.  | THW Kiel               | 14 | 8     | 1     | 5     | 400    | 388    | +12    | 17  |
| 5.  | RK Zagrzeb             | 14 | 5     | 1     | 8     | 358    | 367    | −9     | 11  |
| 6.  | Orlen Wisła Płock      | 14 | 3     | 2     | 9     | 372    | 397    | −25    | 8   |
| 7.  | Celje Pivovarna Laško  | 14 | 3     | 1     | 10    | 385    | 398    | −13    | 7   |
| 8.  | Beşiktaş JK            | 14 | 1     | 0     | 13    | 382    | 407    | −25    | 2   |

### Grupa B
| Lp. | Drużyna              | M  | Mecze | Mecze | Mecze | Bramki | Bramki | Bramki | Pkt |
| Lp. | Drużyna              | M  | W     | R     | P     | +      | −      | +/−    | Pkt |
| --- | -------------------- | -- | ----- | ----- | ----- | ------ | ------ | ------ | --- |
| 1.  | FC Barcelona         | 14 | 11    | 1     | 2     | 423    | 372    | +51    | 23  |
| 2.  | Vive Tauron Kielce   | 14 | 9     | 3     | 2     | 425    | 399    | +26    | 21  |
| 3.  | RK Wardar Skopje     | 14 | 9     | 0     | 5     | 416    | 373    | +43    | 18  |
| 4.  | Rhein-Neckar Löwen   | 14 | 8     | 1     | 5     | 369    | 353    | +16    | 17  |
| 5.  | MOL-Pick Szeged      | 14 | 7     | 1     | 6     | 404    | 390    | +14    | 15  |
| 6.  | Montpellier Handball | 14 | 3     | 1     | 10    | 372    | 413    | −41    | 7   |
| 7.  | IFK Kristianstad     | 14 | 3     | 1     | 10    | 419    | 437    | −18    | 7   |
| 8.  | KIF Kolding          | 14 | 2     | 0     | 12    | 348    | 429    | −81    | 4   |

### Grupa C
| Lp. | Drużyna                | M  | Mecze | Mecze | Mecze | Bramki | Bramki | Bramki | Pkt |
| Lp. | Drużyna                | M  | W     | R     | P     | +      | −      | +/−    | Pkt |
| --- | ---------------------- | -- | ----- | ----- | ----- | ------ | ------ | ------ | --- |
| 1.  | HC Meszkow Brześć      | 10 | 8     | 0     | 2     | 321    | 264    | +57    | 16  |
| 2.  | CB Ciudad de Logroño   | 10 | 7     | 0     | 3     | 298    | 270    | +28    | 14  |
| 3.  | FC Porto               | 10 | 7     | 0     | 3     | 296    | 265    | +31    | 14  |
| 4.  | Czechowskije Miedwiedi | 10 | 4     | 0     | 6     | 271    | 292    | −21    | 8   |
| 5.  | Tatran Preszów         | 10 | 2     | 0     | 8     | 241    | 297    | −56    | 4   |
| 6.  | RK Vojvodina           | 10 | 2     | 0     | 8     | 242    | 277    | −35    | 4   |

### Grupa D
| Lp. | Drużyna               | M  | Mecze | Mecze | Mecze | Bramki | Bramki | Bramki | Pkt |
| Lp. | Drużyna               | M  | W     | R     | P     | +      | −      | +/−    | Pkt |
| --- | --------------------- | -- | ----- | ----- | ----- | ------ | ------ | ------ | --- |
| 1.  | HK Motor Zaporoże     | 10 | 7     | 1     | 2     | 296    | 277    | +19    | 15  |
| 2.  | Skjern Håndbold       | 10 | 6     | 2     | 2     | 293    | 270    | +23    | 14  |
| 3.  | Kadetten Schaffhausen | 10 | 5     | 1     | 4     | 270    | 270    | 0      | 11  |
| 4.  | HC Baia Mare          | 10 | 3     | 3     | 4     | 264    | 268    | −4     | 9   |
| 5.  | Elverum Håndball      | 10 | 3     | 1     | 6     | 274    | 289    | −15    | 7   |
| 6.  | RK Metalurg Skopje    | 10 | 2     | 0     | 8     | 209    | 241    | −32    | 4   |

### Play-off
Do play off zakwalifikowały się po dwie najlepsze drużyny z grup C i D, które zagrały ze sobą dwumecz. Pierwsze mecze odbyły się 27 lutego 2016, natomiast rewanże 5 marca 2016.
| Drużyna 1                            | Wynik dwumeczu | Drużyna 2         | Pierwszy mecz | Drugi mecz |
| ------------------------------------ | -------------- | ----------------- | ------------- | ---------- |
| CB Ciudad de Logroño                 | 67:70          | HK Motor Zaporoże | 30:31         | 37:39      |
| Skjern Håndbold                      | 54:58          | HC Meszkow Brześć | 31:31         | 23:27      |
| Po lewej gospodarz pierwszego meczu. |                |                   |               |            |

| 27 lutego 2016 | CB Ciudad de Logroño | 30:31   | HK Motor Zaporoże |                                                                                               |
| 17:00          | Rocas 6              | (15:14) | 10 Puchouski      | Palacio de los Deportes de La Rioja, Logroño Widzów: 3000 Sędzia: Csaba Dobrovits Péter Tájok |
| 17:00          | 2× · 2×              | (15:14) | 4× · 3×           | Palacio de los Deportes de La Rioja, Logroño Widzów: 3000 Sędzia: Csaba Dobrovits Péter Tájok |

| 28 lutego 2016 | Skjern Håndbold | 31:31   | HC Meszkow Brześć |                                                                              |
| 15:15          | Rasmussen 10    | (17:14) | 8 Stojković       | Skjern Bank Arena, Skjern Widzów: 2432 Sędzia: Duarte Santos Ricardo Fonseca |
| 15:15          | 8× · 3× · 1×    | (17:14) | 9× · 3×           | Skjern Bank Arena, Skjern Widzów: 2432 Sędzia: Duarte Santos Ricardo Fonseca |

| 5 marca 2016 | HK Motor Zaporoże | 39:37   | CB Ciudad de Logroño |                                                                          |
| 18:00        | Puchouski 10      | (21:16) | 8 Pedro Rodríguez    | Pałac Sportu, Browary Widzów: 2800 Sędzia: Sławe Nikołow Ǵorgi Naczewski |
| 18:00        | 8× · 3× · 1×      | (21:16) | 3× · 3×              | Pałac Sportu, Browary Widzów: 2800 Sędzia: Sławe Nikołow Ǵorgi Naczewski |

| 5 marca 2016 | HC Meszkow Brześć | 27:23   | Skjern Håndbold | |
| 19:00        | Szyłowicz 6       | (14:11) | 5 Myrhol        | Uniwersalny Kompleks Sportowy „Wiktoria”, Brześć Widzów: 3500 Sędzia: Dalibor Jurinović Marko Mrvica |
| 19:00        | 1× · 3× · 1×      | (14:11) | 4× · 3×         | Uniwersalny Kompleks Sportowy „Wiktoria”, Brześć Widzów: 3500 Sędzia: Dalibor Jurinović Marko Mrvica |

## Faza pucharowa
Prawo gry w tzw. 1/6 finału zagwarantowało sobie 12 zespołów (10 z grup A i B oraz zwycięzcy par play-off), które rozegrają mecze u siebie i na wyjeździe. Zwycięzcy spotkań awansują do ćwierćfinałów, do których bezpośrednio awansowali zwycięzcy grup A i B. Podobnie jak to miało miejsce w 1/8 finału zespoły rozegrają ze sobą dwumecz, a ich zwycięzcy zagrają w Final Four, który tak jak przed rokiem, odbędzie się pomiędzy 28–29 maja w hali Lanxess Arena w Kolonii.

### Zakwalifikowane zespoły
| Grupa              | Zakwalifikowani do ćwierćfinałów | Zakwalifikowani do 1/6 finału       | Zakwalifikowani do 1/6 finału       | Zakwalifikowani do 1/6 finału       | Zakwalifikowani do 1/6 finału       | Zakwalifikowani do 1/6 finału       |
| Grupa              | Pierwsze miejsce                 | Drugie miejsce                      | Trzecie miejsce                     | Czwarte miejsce                     | Piąte miejsce                       | Szóste miejsce                      |
| ------------------ | -------------------------------- | ----------------------------------- | ----------------------------------- | ----------------------------------- | ----------------------------------- | ----------------------------------- |
| A                  | Paris SG Handball                | MVM Veszprém KC                     | SG Flensburg-Handewitt              | THW Kiel                            | RK Zagrzeb                          | Orlen Wisła Płock                   |
| B                  | FC Barcelona                     | Vive Tauron Kielce                  | RK Wardar Skopje                    | Rhein-Neckar Löwen                  | MOL-Pick Szeged                     | Montpellier Handball                |
| Zwycięzcy play-off |                                  | HK Motor Zaporoże HC Meszkow Brześć | HK Motor Zaporoże HC Meszkow Brześć | HK Motor Zaporoże HC Meszkow Brześć | HK Motor Zaporoże HC Meszkow Brześć | HK Motor Zaporoże HC Meszkow Brześć |

### 1/6 finału
| Drużyna 1                            | Wynik dwumeczu | Drużyna 2              | Pierwszy mecz | Drugi mecz |
| ------------------------------------ | -------------- | ---------------------- | ------------- | ---------- |
| HK Motor Zaporoże                    | 52:70          | MVM Veszprém KC        | 24:29         | 28:41      |
| HC Meszkow Brześć                    | 58:65          | Vive Tauron Kielce     | 28:32         | 30:33      |
| Montpellier Handball                 | 55:57          | SG Flensburg-Handewitt | 27:28         | 30:31      |
| Orlen Wisła Płock                    | 54:55          | RK Wardar Skopje       | 30:30         | 24:25      |
| MOL-Pick Szeged                      | 62:65          | THW Kiel               | 33:29         | 29:36      |
| RK Zagrzeb                           | 54:53          | Rhein-Neckar Löwen     | 23:24         | 31:29      |
| Po lewej gospodarz pierwszego meczu. |                |                        |               |            |

| 19 marca 2016 | HK Motor Zaporoże | 24:29   | MVM Veszprém KC                  |                                                                       |
| 18:00         | Igor Soroka 7     | (12:12) | 5 Gašper Marguč · 5 Renato Sulić | Pałac Sportu, Browary Widzów: 2200 Sędzia: Martin Gjeding Mads Hansen |
| 18:00         | 5× · 1×           | (12:12) | 4× · 3×                          | Pałac Sportu, Browary Widzów: 2200 Sędzia: Martin Gjeding Mads Hansen |

| 19 marca 2016 | HC Meszkow Brześć | 28:32   | Vive Tauron Kielce | |
| 19:00         | Pawieł Atman 7    | (14:12) | 10 Michał Jurecki  | Uniwersalny Kompleks Sportowy „Wiktoria”, Zagrzeb Widzów: 3500 Sędzia: Stevann Pichon Laurent Reveret |
| 19:00         | 4× · 3×           | (14:12) | 5× · 3× · 1×       | Uniwersalny Kompleks Sportowy „Wiktoria”, Zagrzeb Widzów: 3500 Sędzia: Stevann Pichon Laurent Reveret |

| 19 marca 2016 | Montpellier Handball | 27:28   | SG Flensburg-Handewitt                  |                                                                               |
| 17:30         | Dragan Gajić 6       | (13:15) | 5 Thomas Mogensen · 5 Lasse Svan Hansen | Park&Suites Arena, Montpellier Widzów: 2800 Sędzia: Nenad Krstič Peter Ljubič |
| 17:30         | 3× · 3×              | (13:15) | 5× · 2×                                 | Park&Suites Arena, Montpellier Widzów: 2800 Sędzia: Nenad Krstič Peter Ljubič |

| 16 marca 2016 | Orlen Wisła Płock | 30:30   | RK Wardar Skopje |                                                                      |
| 18:30         | Tiago Rocha 7     | (16:14) | 6 Igor Karačić   | Orlen Arena, Płock Widzów: 5000 Sędzia: Andrej Gusko Sierhiej Repkin |
| 18:30         | 3× · 4×           | (16:14) | 3× · 3×          | Orlen Arena, Płock Widzów: 5000 Sędzia: Andrej Gusko Sierhiej Repkin |

| 20 marca 2016 | MOL-Pick Szeged | 33:29   | THW Kiel                        |                                                                                 |
| 18:30         | Gábor Ancsin 6  | (16:14) | 6 Joan Cañellas · 6 Marko Vujin | Városi Sportcsarnok, Segedyn Widzów: 3200 Sędzia: Matija Gubica Boris Milošević |
| 18:30         | 3×              | (16:14) | 2× · 2×                         | Városi Sportcsarnok, Segedyn Widzów: 3200 Sędzia: Matija Gubica Boris Milošević |

| 19 marca 2016 | RK Zagrzeb                                            | 23:24   | Rhein-Neckar Löwen |                                                                                  |
| 20:00         | Zlatko Horvat 5 · Domagoj Pavlović 5 · Luka Šebetić 5 | (12:10) | 7 Uwe Gensheimer   | Arena Zagreb, Zagrzeb Widzów: 13 800 Sędzia: Sorin-Laurenţiu Dinu Constantin Din |
| 20:00         | 4× · 4×                                               | (12:10) | 2× · 4×            | Arena Zagreb, Zagrzeb Widzów: 13 800 Sędzia: Sorin-Laurenţiu Dinu Constantin Din |

| 26 marca 2016 | MVM Veszprém KC   | 41:28   | HK Motor Zaporoże                     |                                                                                  |
| 17:00         | Andreas Nilsson 7 | (23:14) | 6 Siergiej Szelmienko · 6 Igor Soroka | Veszprém Aréna, Veszprém Widzów: 5019 Sędzia: Michal Baďura Jaroslav Ondogrecula |
| 17:00         | 2× · 3×           | (23:14) | 3× · 3×                               | Veszprém Aréna, Veszprém Widzów: 5019 Sędzia: Michal Baďura Jaroslav Ondogrecula |

| 26 marca 2016 | Vive Tauron Kielce | 33:30   | HC Meszkow Brześć  |                                                                          |
| 16:00         | Denis Buntić 6     | (14:14) | 7 Rastko Stojković | Hala Legionów, Kielce Widzów: 4200 Sędzia: Sławe Nikołow Ǵorgi Naczewski |
| 16:00         | 5× · 3×            | (14:14) | 3× · 4×            | Hala Legionów, Kielce Widzów: 4200 Sędzia: Sławe Nikołow Ǵorgi Naczewski |

| 27 marca 2016 | SG Flensburg-Handewitt | 31:30   | Montpellier Handball |                                                                             |
| 17:00         | Anders Eggert 12       | (20:14) | 12 Dragan Gajić      | Flens-Arena, Flensburg Widzów: 5700 Sędzia: Oyvind Togstad Rune Kristiansen |
| 17:00         | 3× · 3×                | (20:14) | 6× · 3× · 1×         | Flens-Arena, Flensburg Widzów: 5700 Sędzia: Oyvind Togstad Rune Kristiansen |

| 26 marca 2016 | RK Wardar Skopje | 25:24   | Orlen Wisła Płock  |                                                                               |
| 18:00         | Alem Toskić 8    | (13:15) | 7 Dmitrij Żytnikow | Jane Sandanski Arena, Skopje Widzów: 5500 Sędzia: Václav Horáček Jiří Novotný |
| 18:00         | 3× · 3× · 1×     | (13:15) | 3× · 3× · 1×       | Jane Sandanski Arena, Skopje Widzów: 5500 Sędzia: Václav Horáček Jiří Novotný |

| 23 marca 2016 | THW Kiel      | 36:29   | MOL-Pick Szeged                 |                                                                             |
| 18:30         | Marko Vujin 9 | (18:14) | 7 Dean Bombač · 7 Jonas Källman | Sparkassen-Arena, Kolonia Widzów: 9500 Sędzia: Jonas Elíasson Anton Pálsson |
| 18:30         | 4× · 3×       | (18:14) | 6× · 3×                         | Sparkassen-Arena, Kolonia Widzów: 9500 Sędzia: Jonas Elíasson Anton Pálsson |

| 27 marca 2016 | Rhein-Neckar Löwen | 29:31   | RK Zagrzeb                      |                                                                           |
| 19:30         | André Schmid 7     | (15:13) | 5 Luka Šebetić · 5 Stefan Vujić | Fraport Arena, Frankfurt Widzów: 10 521 Sędzia: Óscar López Ángel Ramírez |
| 19:30         | 4× · 2×            | (15:13) | 3× · 3×                         | Fraport Arena, Frankfurt Widzów: 10 521 Sędzia: Óscar López Ángel Ramírez |

### 1/4 finału
| Drużyna 1                            | Wynik dwumeczu | Drużyna 2          | Pierwszy mecz | Drugi mecz |
| ------------------------------------ | -------------- | ------------------ | ------------- | ---------- |
| RK Zagrzeb                           | 52:60          | Paris SG Handball  | 20:28         | 32:32      |
| THW Kiel                             | 59:57          | FC Barcelona       | 29:24         | 30:33      |
| RK Wardar Skopje                     | 56:59          | MVM Veszprém KC    | 26:29         | 30:30      |
| SG Flensburg-Handewitt               | 56:57          | Vive Tauron Kielce | 28:28         | 28:29      |
| Po lewej gospodarz pierwszego meczu. |                |                    |               |            |

| 23 kwietnia 2016 | RK Zagrzeb                          | 20:28   | Paris SG Handball |                                                                               |
| 20:30            | Stipe Mandalinić 4 · Stefan Vujić 4 | (13:16) | 9 Mikkel Hansen   | Arena Zagreb, Zagrzeb Widzów: 15 200 Sędzia: Jewgienij Zotin Nikołaj Wołodkow |
| 20:30            | 6× · 3×                             | (13:16) | 2× · 3×           | Arena Zagreb, Zagrzeb Widzów: 15 200 Sędzia: Jewgienij Zotin Nikołaj Wołodkow |

| 24 kwietnia 2016 | THW Kiel        | 29:24   | FC Barcelona    |                                                                                |
| 19:30            | Dominik Klejn 9 | (16:12) | 9 Kirił Łazarow | Sparkassen-Arena, Kolonia Widzów: 10 285 Sędzia: Nenad Nikolić Dušan Stojković |
| 19:30            | 4× · 3×         | (16:12) | 2× · 3×         | Sparkassen-Arena, Kolonia Widzów: 10 285 Sędzia: Nenad Nikolić Dušan Stojković |

| 23 kwietnia 2016 | RK Wardar Skopje                 | 26:29  | MVM Veszprém KC |                                                                                 |
| 16:00            | Timur Dibirow 6 · Igor Karačić 6 | (9:12) | 9 Momir Ilić    | Sala Jane Sandanski, Skopje Widzów: 5500 Sędzia: Stevann Pichon Laurent Reveret |
| 16:00            | 4× · 3×                          | (9:12) | 4× · 3×         | Sala Jane Sandanski, Skopje Widzów: 5500 Sędzia: Stevann Pichon Laurent Reveret |

| 23 kwietnia 2016 | SG Flensburg-Handewitt | 28:28   | Vive Tauron Kielce |                                                                              |
| 17:30            | Holger Glandorf 11     | (13:14) | 5 Ivan Čupić       | Flens-Arena, Flensburg Widzów: 5367 Sędzia: Vaidas Mažeika Mindaugas Gatelis |
| 17:30            | 1× · 3×                | (13:14) | 5× · 3×            | Flens-Arena, Flensburg Widzów: 5367 Sędzia: Vaidas Mažeika Mindaugas Gatelis |

| 1 maja 2016 | Paris SG Handball   | 32:32   | RK Zagrzeb      |                                                                                |
| 17:00       | Serhij Onufrienko 7 | (16:13) | 7 Zlatko Horvat | Halle Georges Carpentier, Paryż Widzów: 4800 Sędzia: Bogdan Stark Romeo Ștefan |
| 17:00       | 3× · 3×             | (16:13) | 4× · 3×         | Halle Georges Carpentier, Paryż Widzów: 4800 Sędzia: Bogdan Stark Romeo Ștefan |

| 30 kwietnia 2016 | FC Barcelona      | 33:30   | THW Kiel        |                                                                               |
| 18:30            | Raúl Entrerríos 6 | (13:14) | 6 Joan Cañellas | Palau Blaugrana, Barcelona Widzów: 6762 Sędzia: Sławe Nikołow Ǵorgi Naczewski |
| 18:30            | 3× · 3×           | (13:14) | 4× · 3×         | Palau Blaugrana, Barcelona Widzów: 6762 Sędzia: Sławe Nikołow Ǵorgi Naczewski |

| 30 kwietnia 2016 | MVM Veszprém KC | 30:30   | RK Wardar Skopje |                                                                            |
| 17:30            | Momir Ilić 9    | (12:14) | 5 Luka Cindrić   | Veszprém Aréna, Veszprém Widzów: 5019 Sędzia: Zigmārs Sondors Renārs Līcis |
| 17:30            | 7× · 2×         | (12:14) | 4× · 2×          | Veszprém Aréna, Veszprém Widzów: 5019 Sędzia: Zigmārs Sondors Renārs Līcis |

| 27 kwietnia 2016 | Vive Tauron Kielce | 29:28   | SG Flensburg-Handewitt                       |                                                                       |
| 17:30            | Michał Jurecki 9   | (14:13) | 8 Rasmus Lauge Schmidt · 8 Lasse Svan Hansen | Hala Legionów, Kielce Widzów: 4200 Sędzia: Thierry Dentz Denis Reibel |
| 17:30            | 8× · 2×            | (14:13) | 8× · 3×                                      | Hala Legionów, Kielce Widzów: 4200 Sędzia: Thierry Dentz Denis Reibel |

### Final Four
W fazie Final Four biorą udział cztery najlepsze zespoły, które zwyciężyły w meczach ćwierćfinałowych. Final Four składa się z półfinałów, meczu o 3. miejsce oraz finału. Wszystkie mecze odbędą się w  Kolonii w hali Lanxess Arena.
Losowanie odbyło się 3 maja 2016.
|  |                    |                    |                 |                   |    |                    |                    |       |
|  | Półfinały          | Półfinały          | Półfinały       |                   |    | Finał              | Finał              | Finał |
|  | Półfinały          | Półfinały          | Półfinały       |                   |    | Finał              | Finał              | Finał |
|  | 28 maja            |                    |                 |                   |    |                    |                    |       |
|  |                    |                    |                 |                   |    |                    |                    |       |
|  | Vive Tauron Kielce | Vive Tauron Kielce | 28              |                   |    |                    |                    |       |
|  | Vive Tauron Kielce | Vive Tauron Kielce | 28              | 29 maja           |    |                    |                    |       |
|  | Paris SG Handball  | Paris SG Handball  | 26              |                   |    |                    |                    |       |
|  | Paris SG Handball  | Paris SG Handball  | 26              |                   |    | Vive Tauron Kielce | Vive Tauron Kielce | 39    |
|  | 28 maja            |                    |                 |                   |    | Vive Tauron Kielce | Vive Tauron Kielce | 39    |
|  |                    |                    | MVM Veszprém KC | MVM Veszprém KC   | 38 |                    |                    |       |
|  | THW Kiel           | THW Kiel           | MVM Veszprém KC | MVM Veszprém KC   | 38 | 28                 |                    |       |
|  | THW Kiel           | THW Kiel           |                 |                   |    |                    |                    |       |
|  | MVM Veszprém KC    | MVM Veszprém KC    | 31              |                   |    |                    |                    |       |
|  | MVM Veszprém KC    | MVM Veszprém KC    | 31              | Mecz o 3. miejsce |    |                    |                    |       |
|  |                    |                    |                 |                   |    |                    |                    |       |
|  | 29 maja            |                    |                 |                   |    |                    |                    |       |
|  |                    |                    |                 |                   |    |                    |                    |       |
|  | Paris SG Handball  | Paris SG Handball  | 29              |                   |    |                    |                    |       |
|  | Paris SG Handball  | Paris SG Handball  | 29              |                   |    |                    |                    |       |
|  | THW Kiel           | THW Kiel           | 27              |                   |    |                    |                    |       |
|  | THW Kiel           | THW Kiel           | 27              |                   |    |                    |                    |       |

Półfinały
| 28 maja 2016 | Vive Tauron Kielce | 28:26   | Paris SG Handball |                                                                        |
| 15:15        | Michał Jurecki 5   | (16:16) | 10 Mikkel Hansen  | Lanxess Arena, Kolonia Widzów: 19250 Sędzia: Lars Geipel Marcus Helbig |
| 15:15        | 9× · 2× · 1×       | (16:16) | 4× · 4× · 1×      | Lanxess Arena, Kolonia Widzów: 19250 Sędzia: Lars Geipel Marcus Helbig |

| 28 maja 2016 | THW Kiel      | 28:31          | MVM Veszprém KC |                                                                              |
| 18:00        | Marko Vujin 8 | (25:25, 15:12) | 8 Momir Ilić    | Lanxess Arena, Kolonia Widzów: 19250 Sędzia: Oyvind Togstad Rune Kristiansen |
| 18:00        | 4× · 3×       | (25:25, 15:12) | 3× · 3×         | Lanxess Arena, Kolonia Widzów: 19250 Sędzia: Oyvind Togstad Rune Kristiansen |

Mecz o 3. miejsce
| 29 maja 2016 | Paris SG Handball | 29:27   | THW Kiel              |                                                                           |
| 15:15        | Mikkel Hansen 10  | (15:11) | 8 Christian Dissinger | Lanxess Arena, Kolonia Widzów: 19250 Sędzia: Jonas Elíasson Anton Pálsson |
| 15:15        | 6× · 3×           | (15:11) | 3× · 3× · 1×          | Lanxess Arena, Kolonia Widzów: 19250 Sędzia: Jonas Elíasson Anton Pálsson |

Finał
| 29 maja 2016 | Vive Tauron Kielce                                                 | 39:38 (pd.)                   | MVM Veszprém KC                             |                                                                                      |
| 18:00        | Tobias Reichmann 9                                                 | (13:17, 29:29, 35:35, k. 4:3) | 7 Momir Ilić · 7 Cristian Ugalde            | Lanxess Arena, Kolonia Widzów: 19250 Sędzia: Óscar Raluy López Ángel Sabroso Ramírez |
| 18:00        | 5× · 3×                                                            | (13:17, 29:29, 35:35, k. 4:3) | 6× · 1×                                     | Lanxess Arena, Kolonia Widzów: 19250 Sędzia: Óscar Raluy López Ángel Sabroso Ramírez |
| 18:00        | Manuel Štrlek, Karol Bielecki, Tobias Reichmann, Julen Aguinagalde | Rzuty karne                   | Momir Ilić, Ivan Slišković, Aron Pálmarsson | Lanxess Arena, Kolonia Widzów: 19250 Sędzia: Óscar Raluy López Ángel Sabroso Ramírez |

### Drużyna Gwiazd
Skład najlepszych zawodników został ogłoszony przez EHF na dzień przed rozpoczęciem Final Four.
| Pozycja                         | Zawodnik               | Klub               |
| ------------------------------- | ---------------------- | ------------------ |
| Najlepszy bramkarz              | Niklas Landin          | THW Kiel           |
| Najlepszy prawoskrzydłowy       | Gašper Marguč          | MVM Veszprém KC    |
| Najlepszy prawy rozgrywający    | Kirił Łazarow          | FC Barcelona       |
| Najlepszy środkowy rozgrywający | Dean Bombač            | MOL-Pick Szeged    |
| Najlepszy lewy rozgrywający     | Momir Ilić             | MVM Veszprém KC    |
| Najlepszy lewoskrzydłowy        | Manuel Štrlek          | Vive Tauron Kielce |
| Najlepszy obrotowy              | Rastko Stojković       | HC Meszkow Brześć  |
| Najlepszy obrońca               | Timuzsin Schuch        | MVM Veszprém KC    |
| Najlepszy młody gracz           | Darko Đukić            | Beşiktaş JK        |
| Najlepszy trener                | Xavier Sabaté Caviedes | MVM Veszprém KC    |

## Najlepsi strzelcy
Nie uwzględniono goli z kwalifikacji.
| Pozycja | Zawodnik         | Zespół                 | Liczba bramek |
| ------- | ---------------- | ---------------------- | ------------- |
| 1.      | Mikkel Hansen    | Paris SG Handball      | 141           |
| 2.      | Momir Ilić       | MVM Veszprém KC        | 120           |
| 3.      | Kirił Łazarow    | FC Barcelona           | 109           |
| 4.      | Marko Vujin      | THW Kiel               | 103           |
| 5.      | Dean Bombač      | MOL-Pick Szeged        | 101           |
| 6.      | Domagoj Duvnjak  | THW Kiel               | 93            |
| 6.      | Michał Jurecki   | Vive Tauron Kielce     | 93            |
| 8.      | Anders Eggert    | SG Flensburg-Handewitt | 90            |
| 8.      | Nikola Karabatić | Paris SG Handball      | 90            |
| 8.      | Barys Puchouski  | HK Motor Zaporoże      | 90            |

Źródło: